# Самотня дитина (фільм, 2015)
«Самотня дитина» (англ. Baby (a)lone) — люксембурзький драматичний фільм, написаний та знятий Донато Ротунно за романом «Буйство» Тулліо Фор'яріні 2011 року. Фільм був висунутий Люксембургом на премію «Оскар-2016» у номінації «найкращий фільм іноземною мовою».

## Сюжет
Ця історія про любов та відсутність любові. Іксу і Ширлі по 13 років. Вони вже знайомі з насильством, наркотиками і порнографією. Про ці речі вони дізналися у школі та повсякденні. Підлітки прагнуть знайти себе в цьому житті, тому вирішують здійснити подорож, впродовж якої вони переживають злети і падіння.

## У ролях
- Джошуа Дефейс — Ікс
- Шарлотта Елсен — Ширлі
- Етьєн Галсдорф — Джонні
- Джінтаре Парулюте — Наталі
- Жюль Вернер — Керсшмеєр
- Габріель Буасанте — М. Шанк